# Список екорегіонів Марокко
Нижче наводиться список  екорегіонів в Марокко, згідно  Всесвітнього Фонду дикої природи (ВФД). Цей список не покриває екорегіони  Західної Сахари (Див. Список екорегіонов Західної Сахари).

## Наземні екорегіони
по  основних типах середовищ існування 

### Палеарктика

#### Середземноморські ліси, рідколісся і чагарники
- Середземноморські сухі рідколісся та степи
- Середземноморські рідколісся та ліси
- Середземноморські акацієво-арганієві сухі рідколісся

#### Хвойні ліси
- Середземноморські хвойні та мішані ліси

#### Гірські луки та чагарники
- Середземноморський ялицевий степ Високого Атласу

#### Пустелі і склерофітні чагарники
- Північносахарські степи та рідколісся

## Прісноводні екорегіони
- Постійний Магриб[en]
- Тимчасовий Магриб

## Морські екорегіони
- Альборанське море
- Апвелінг Сахари